# Oratoire de Maison-Neuve
L'oratoire de Maison-Neuve est un oratoire situé à Sixt-Fer-à-Cheval, en France.

## Localisation
L'oratoire est situé dans le département français de la Haute-Savoie, sur la commune de Sixt-Fer-à-Cheval.

## Historique
L'édifice est classé au titre des monuments historiques en 1943.